# مرتزل
شهر مرتزل (به فرانسوی: Mortsel) در شهرستان آنتوئر در استان آنتوئر در منطقه فلاندری در کشور بلژیک واقع شده‌است.